# Huso horario del Perú
Perú emplea el huso horario UTC−5, ubicado cinco horas detrás del Tiempo Universal Coordinado (UTC). El país tiene sólo una zona horaria y no se observa el horario de verano, el cual solo llegó a usarse en 7 oportunidades entre 1934 y 1994 (bajo el huso UTC−4). Durante el invierno (verano en el hemisferio norte), el tiempo en Perú es el mismo que el zona horaria Central de Norteamérica. 

## IANA time zone database
En la IANA time zone database Perú tiene la siguiente zona horaria:
- América/Lima (PE)